# Schachtrupp-Villa

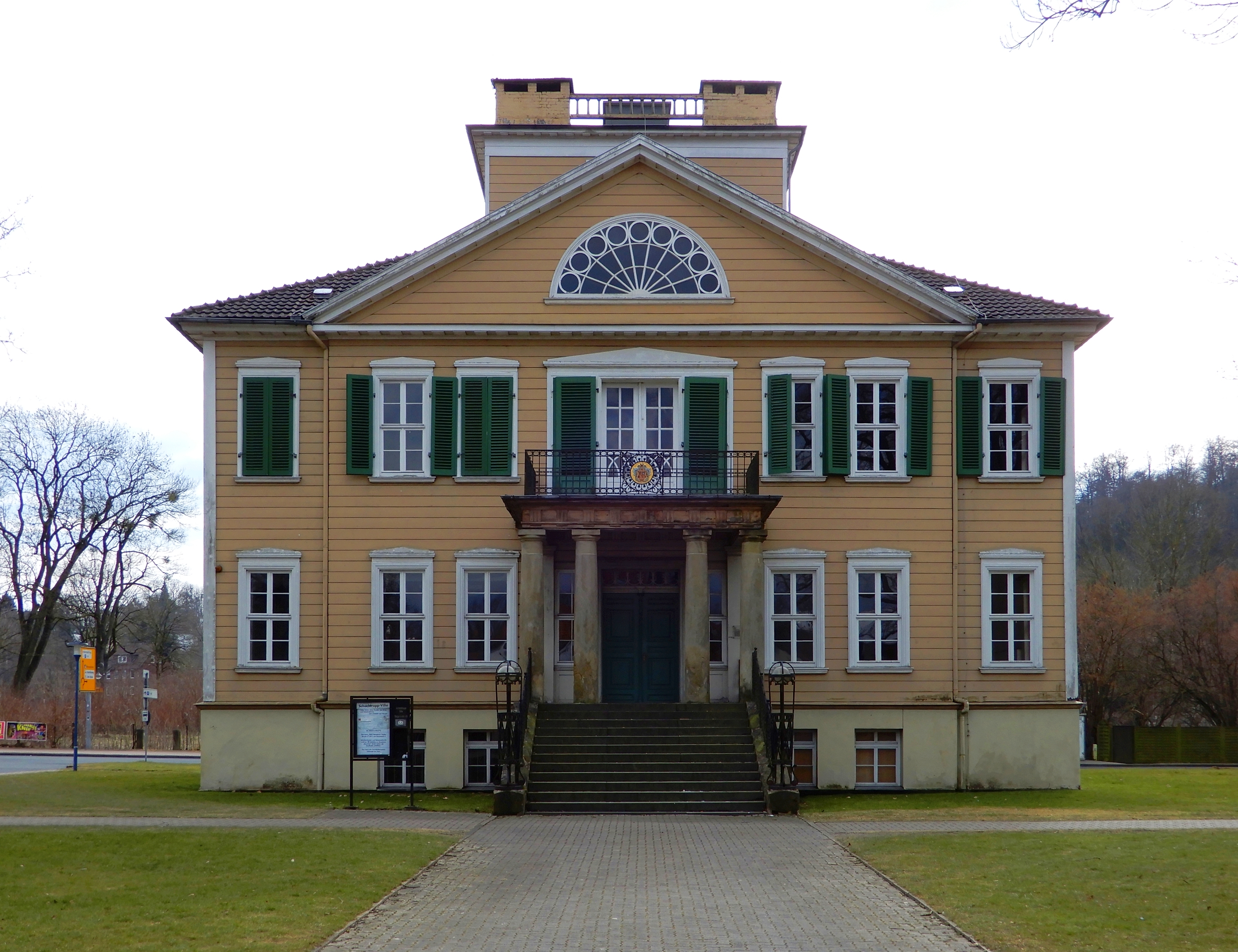
Nordseite der Schachtrupp-Villa (2018)

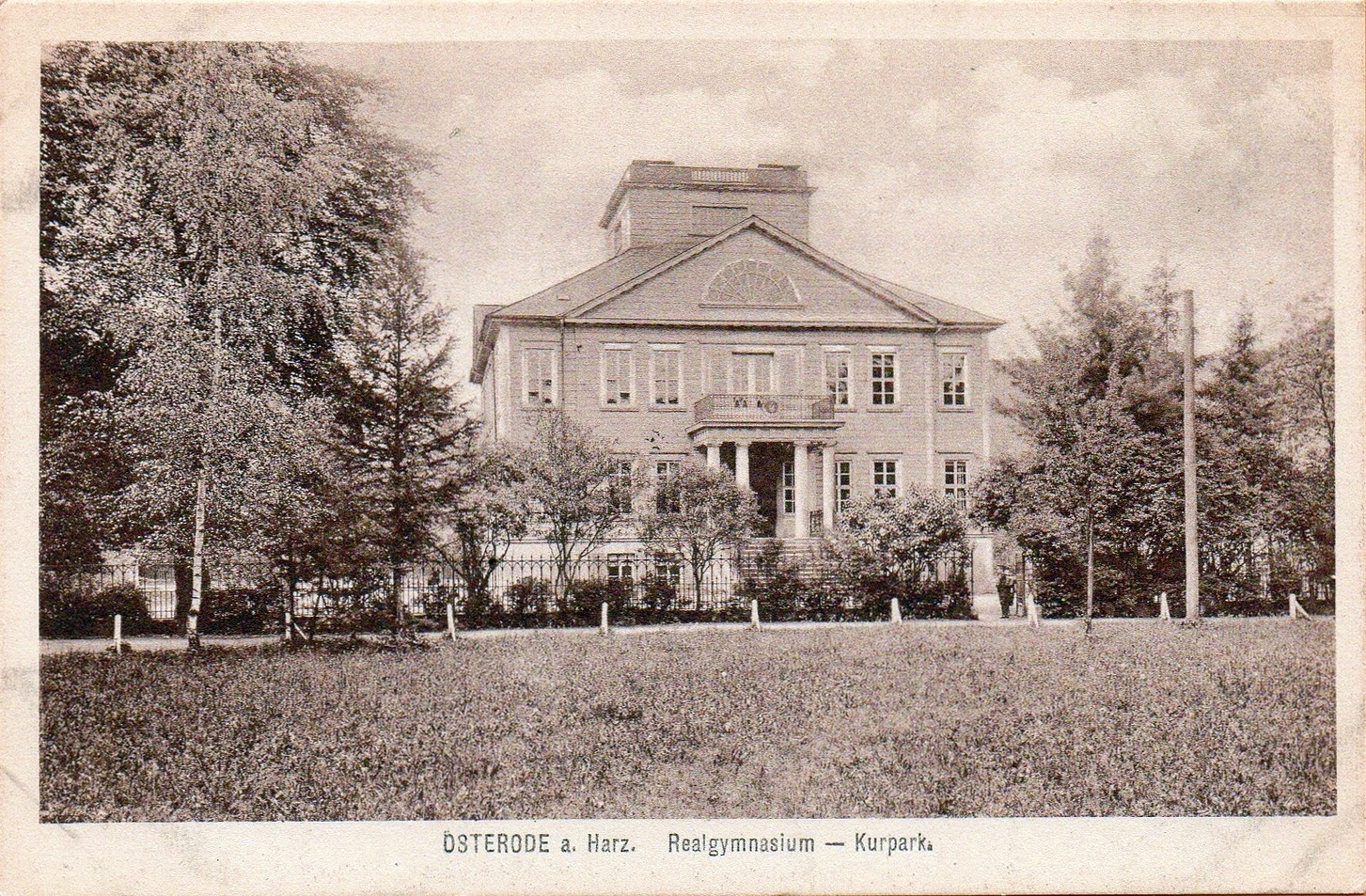
Historische Ansicht um 1910

Die Schachtrupp-Villa ist ein denkmalgeschütztes und stadtbildprägendes Gebäude in der Stadt Osterode am Harz im Landkreis Göttingen in Südniedersachsen. Im Denkmalverzeichnis ist die Villa als Baudenkmal mit der ID 34156320 verzeichnet.

## Lage
Die ehemalige Fabrikantenvilla befindet sich im Kurpark in der Nachbarschaft des Tilman-Riemenschneider-Gymnasiums, der Stadthalle und des Bahn-Haltepunkts Osterode am Harz Mitte an der Adresse Dörgestraße 40. Die Gegend am Kurpark wurde früher auch Lindenberg genannt und war zeitweise in Kurbetrieb eingebunden.

## Architektur
Der Baukörper der Villa entspricht der Form eines Würfels auf einem Sockel aus Naturstein. An der Südseite befindet sich im Obergeschoss ein kleiner Balkon mit schmiedeeisernem Geländer. Auf der siebenachsig gestalteten Nordseite befindet sich ein vorgesetzter Portikus mit vier Säulen, darauf ein Balkon mit geschmiedetem Geländer und davor eine Freitreppe, die ins Erdgeschoss führt. Alle vier Gebäudeseiten verfügen über einen dezent abgesetzten Mittelrisalit. Die Giebel auf der Nord- und der Südseite beinhalten zudem ein als Lünette gestaltetes Fenster. Das Dach wird gekrönt von einem eckigen Aufbau, der als Kuppel die Oberlichter zum Inneren enthält. Der Bau ist als Fachwerkhaus mit horizontalem Bretterbeschlag ausgeführt.
Das Zentrum im Inneren des Hauses wird durch eine Wendeltreppe über die Etagen bestimmt, die über das Oberlicht Tageslicht erhält und sich wie ein Zylinder vom Keller bis zum Dachgeschoss erhebt. Vom Treppenhaus gehen auf jeder Etage vier Türen zu den Zimmern, die Eckzimmer werden von diesen Zimmern über weitere Türen erschlossen. Im Obergeschoss endet die Treppe direkt an der Tür zum Festsaal, der sich über die gesamte Breite des Mittelrisaliten zieht und über eine Tür auf den Balkon verfügt. Alle Räume bilden ein Achsenkreuz mit Bezug zum Mittelpunkt des Hauses – der Wendeltreppe. In das Dachgeschoss führt eine Bodentreppe von einem der Zimmer, die vermutlich während der Schulnutzung nachträglich eingebaut wurde. Im Keller lag die Küche mit Speisekammer und während der Nutzung als Wohnhaus auch das Zimmer des Kammerdieners. Der Festsaal diente Repräsentationszwecken, während die Räume im Erdgeschoss als Wohnung des Hausherrn und die im rückwärtigen Obergeschoss von der Ehefrau nebst Kindern genutzt wurden. Der Parkettboden des Festsaales der Villa war während der Nutzung als Gymnasium unter einem Kunststoffboden verborgen und blieb so im Original erhalten. Das Innere der Räume wurde mit bemalten Tapeten gestaltet, auch finden sich immer wieder Palladio-Motive, Ranken, Bögen und Rosetten.
Neben der Villa gehörten auch Kavaliershäuser, ein Marstall, Reitställe und weitere Stallgebäude zum Anwesen. Diese sind jedoch nicht erhalten geblieben. Dort befindet sich nun ein Parkplatz.

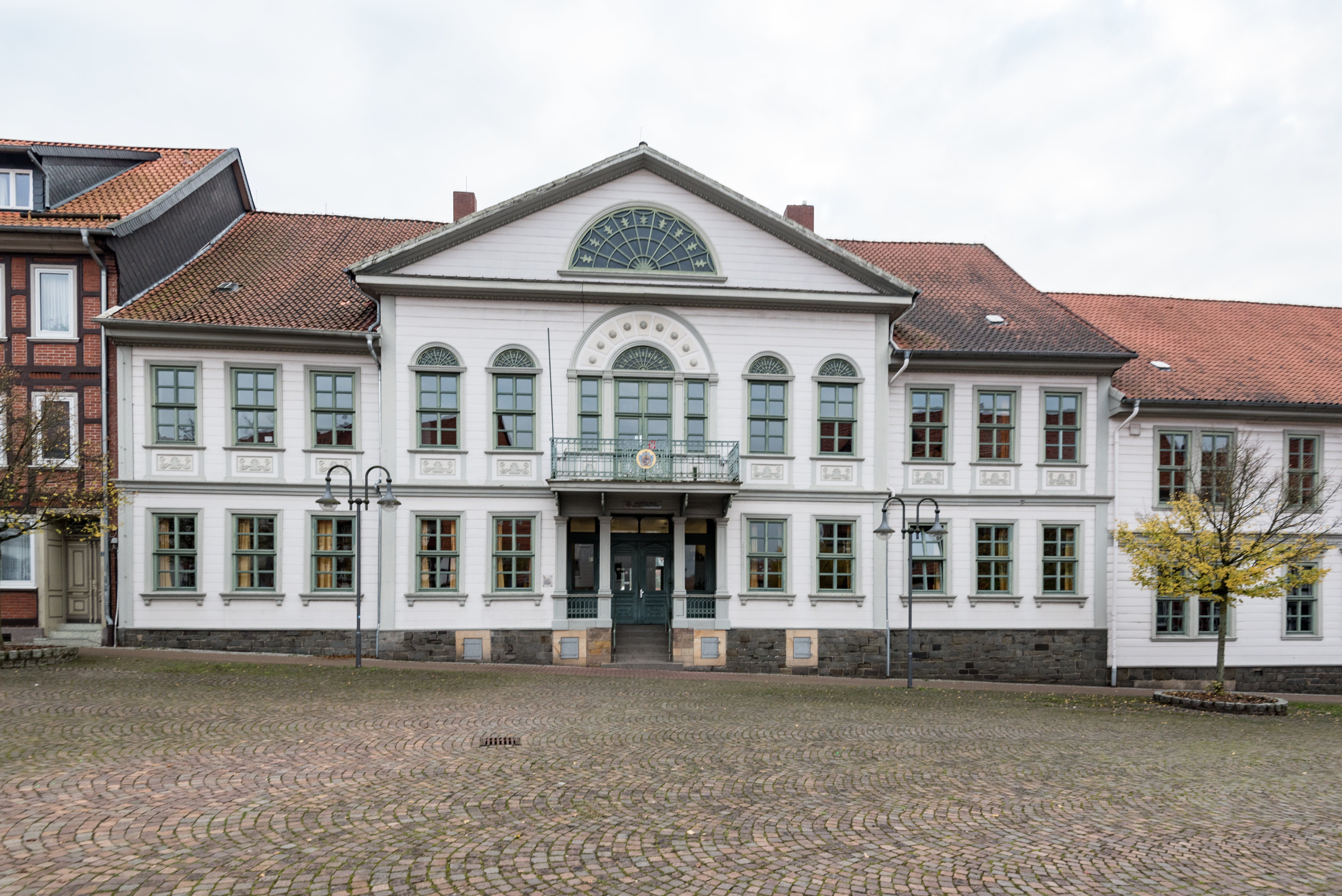
Stadtvilla am Neustädter Tor

Es ist bisher nicht gelungen, den Architekten des Gebäudes festzustellen. Im Jahr 1864 kamen alle Unterlagen abhanden, während die Villa als Kurbad eingerichtet werden sollte. Als Baumeister kommt der Osteroder Maurermeister Karl Ludwig Bode (1799–1863) in Frage, der nachgewiesen 1833 bis 1835 auch das Wohnhaus des Bruders C. A. Friedrich Schachtrupp am Neustädter Tor errichtete, seit 1884 die Neustädter Schule. Das Gebäude weist einige stilistische Gemeinsamkeiten mit der Villa auf. Als Vorbild für die Villa könnten Bauwerke des Architekten Georg Ludwig Laves (1788–1864) aus Hannover gelten, insbesondere die 1817–1819 errichtete Villa von Franz August von Meding an der Langen Laube in Hannover. Diese Villa wurde jedoch im Jahr 1877 schon wieder abgerissen. Stilistische Gemeinsamkeiten gab es auch mit dem Lindener Berghaus von Johann Egestorff, das 1825 ebenfalls von Laves entworfen worden war und die typischen Merkmale der Villa Rotonda von Palladio aufwies.
Aufgrund ihrer Bauform wird die Villa im Volksmund auch Kaffeemühle genannt.

## Geschichte
Der Berghandelsfaktor Johann Friedrich Schachtrupp (1773–1822) war mit seiner 1812 gegründeten Bleiweißfabrik zu einigem Vermögen gekommen und begann im Juli 1819 mit dem Bau der Villa, die er als Alterswohnsitz nutzen wollte. In den Gärten des Lindenbergs vor dem Neustädter Tor stand zuvor nur ein kleines Gartenhaus. Einige benachbarte Gartengrundstücke hatte er hinzugekauft, um dort sein Wohnhaus zu errichten. Die Fertigstellung erlebte er jedoch nicht mehr, da er am 7. Januar 1822 verstarb. Sein Sohn Johann Georg Wilhelm Schachtrupp ließ den Bau ab 1826 vollenden und bezog im Juli 1828 mit seiner Familie die neue Villa. Schwierigkeiten mit der Fabrik und hohe Kosten des Anwesens am Lindenberg bewegten Johann Georg Schachtrupp dazu, das Unternehmen 1854 an seinen Sohn aus erster Ehe, Johann Friedrich Schachtrupp jun., zu übergeben und 1857 nach Braunschweig überzusiedeln. Im März 1858 kaufte die Stadt Osterode das Anwesen mit Villa, Nebengebäuden und Park.
Schon vor dem Verkauf gab es Bemühungen, einen Kurbetrieb mit Fichtennadelbad zu etablieren. Unter dem Namen Georgen-Bad bzw. Bad Lindenberg entstand 1863 eine entsprechende Kureinrichtung mit Gründung einer Aktiengesellschaft, die jedoch schon 1866 ihr Ende fand. Es war auch im Gespräch, dort den Bahnhof einzurichten.
Am 22. und 23. Juli 1865 bewohnten König Georg V. von Hannover und Kronprinz Ernst August die Schachtrupp-Villa, welche der Stadt Osterode einen Besuch abstatteten.
1867 wurde die Villa zum Gymnasium für 100 Schüler, nachdem das Progymnasium aus dem Heistermannschen Hof in die Villa und deren Nebengebäuden umzog. Die Wohnzimmer wurden zu Klassenräumen und der Ballsaal zur Aula, Wagenremise und Geschirrkammer zur Turnhalle, Stallgebäude zu naturwissenschaftlichen Schulräumen. Aus einem Teil der Reitställe und Pferdeställe entstand der Kurparksaal mit Kurparkrestaurant. 1870 erfolgte die Anerkennung als Realgymnasium und die Zahl der Schüler stieg in den folgenden Jahren auf über 250 an. Nach Kriegsende 1945 war die Villa beschlagnahmt worden und diente Flüchtlingen (Displaced Persons) bis 1947 als Unterkunft, die jedoch große Teile des Inventars als Feuerholz genutzt hatten. Erst ab Sommer 1948 konnte die Villa wieder als Schule genutzt werden, nachdem neues Inventar angeschafft worden und alle Schäden beseitigt waren. Von 1956 bis 1964 wurde in der Nachbarschaft ein Neubau für das Gymnasium errichtet und die Schüler zogen aus der Villa aus.
Nach Renovierungen begannen Verbände und Vereine aus der Stadt Osterode die Villa zu nutzen. Ins Erdgeschoss zog 1962 ein Reisebüro und die Tourist-Information des Verkehrsbüros ein. Zeitweise fanden eine Altentagesstätte, das Stadtarchiv, das Fremdenverkehrsamt mit Kulturabteilung und die Stadtjugendpflege Platz in der Villa. Im Dachgeschoss waren verschiedene Lagerräume untergebracht. Das Kellergeschoss wurde zuletzt für Jugendräume genutzt.

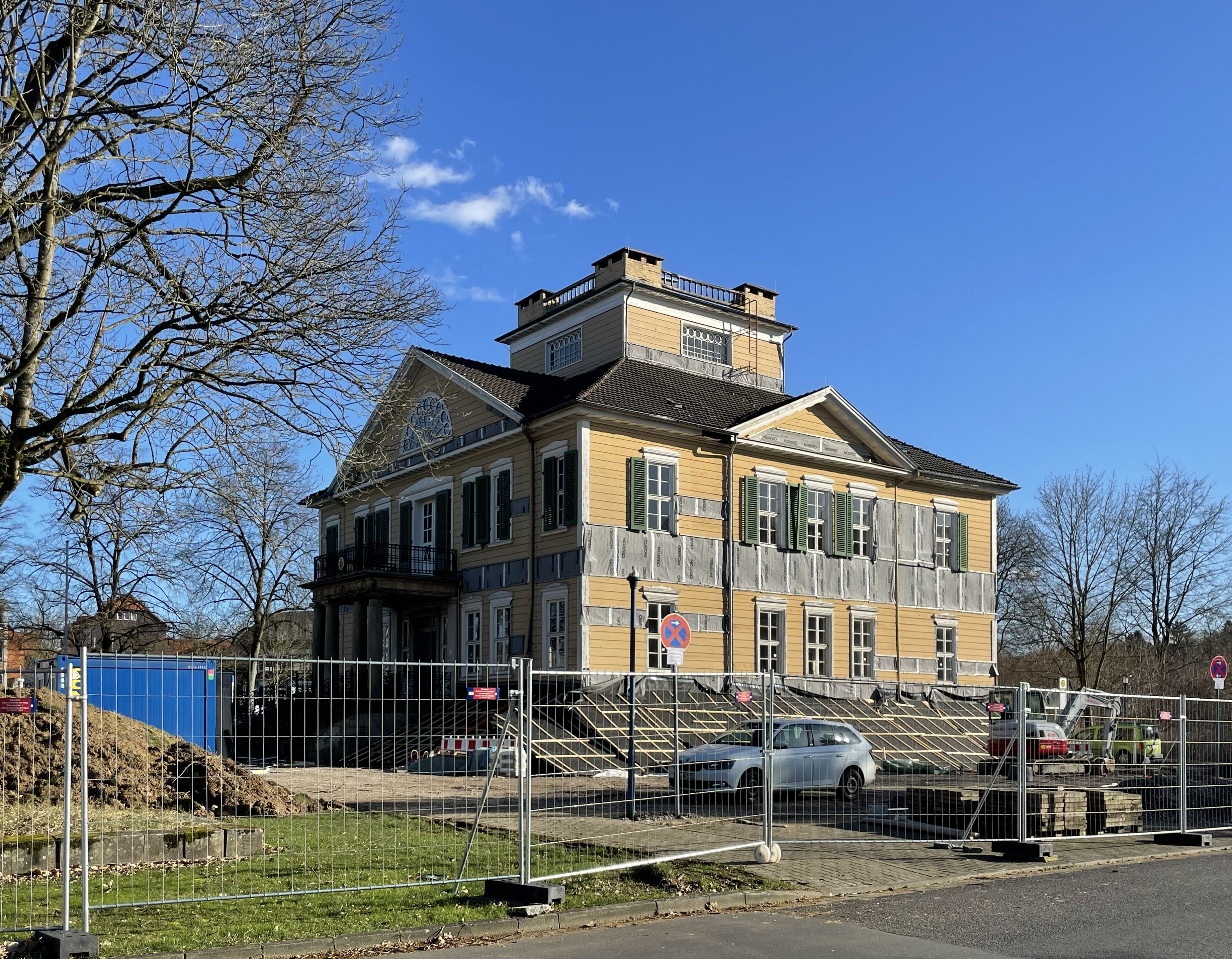
Sanierungsarbeiten am Sockel im Frühjahr 2022

1971 wurden die Nebengebäude der Villa abgerissen und bis 1973 die Stadthalle auf einem Teil des Kurparks erbaut. 1975 wurde die Villa grundlegend instand gesetzt und restauriert. Im Jahr 2004 eröffnete die Deutsche Bahn den Haltepunkt Osterode-Mitte in unmittelbarer Nähe der Schachtrupp-Villa.
Nachdem im Jahr 2012 der letzte Nutzer ausgezogen war, stand die Villa leer und hatte dringenden Sanierungsbedarf bei unklarem Nutzungskonzept für die Zukunft. Im Jahr 2015 richtete der Heimat- und Geschichtsverein Osterode ein Spendenkonto für die Sanierung der Villa ein. Im Jahr 2018 beschloss der Stadtrat Osterode, die Villa zukünftig als Begegnungsstätte und Stadtbibliothek zu nutzen, die sich bisher in der ehemaligen Luisenschule in der Scheffelstraße befindet. Erste genauere Bauuntersuchungen begannen im Jahr 2019, erste Sanierungsarbeiten im Jahr 2021. Die Wendeltreppe, die als bedeutendes Merkmal für die Villa und den Denkmalschutz gilt, war wegen des vorgelegten Brandschutzkonzeptes im Jahr 2021 kurzzeitig von Abrissplänen bedroht. Die veranschlagten Sanierungskosten stiegen derweil von 3 Mio. Euro auf 5,7 Mio. Euro, die zum Teil gefördert werden. Zu Jahresbeginn 2023 lagen die geplanten Kosten der Sanierung bei 7,2 Mio. Euro, während der Fertigstellungstermin vom zuständigen Architekt Mark Zinnecker „vorsichtig optimistisch“ mit dem Jahresende 2024 angegeben wurde. Am 26. September 2024 konnte das Richtfest gefeiert werden, da auch das Dach mit der Dachlaterne zum Teil erneuert werden musste. Zu diesem Zeitpunkt wurden Gesamtkosten von 8,5 Mio. Euro angegeben und als Termin für die Fertigstellung nunmehr das 2. Quartal 2025 genannt.